# 민중왕
민중왕(閔中王, ?(대략 서기 11년경 전후 출생 추정)~48년)은 고구려의 제4대 국왕으로 유리명왕의 서5남(통산적으로 다섯째 아들)이다.

## 생애

### 탄생과 가계
이름은 해색주(解色朱) 또는 해읍주(解邑朱)이다. 《삼국사기》에는 해색주로, 《동국통감》에는 해읍주로 기록되어 있다. 색(色)과 읍(邑)의 필획이 비슷하여 《동국통감》의 저자들이 《삼국사기》를 참고하여 집필하던 중 오자를 쓴 것으로 보인다.
동명성왕의 손자이며 유리명왕의 아들이다. 어머니는 누구인지 기록되어 있지 않다. 대무신왕의 아우이며 형의 뒤를 이어 즉위하였다. 《삼국유사》에는 대무신왕의 아들이라고 기록되어있다.
형인 대무신왕이 4년에 태어났고 아버지 유리명왕이 18년에 사망하였으므로 출생년도는 5년에서 18년 사이로 비정된다. 48년에 사망하였으므로 사망 당시의 나이는 최소 30세에서 43세 사이로 추정된다.

### 즉위와 사망

#### 즉위 배경
44년 음력 10월, 대무신왕의 뒤를 이어 즉위하였다. 《삼국사기》에는 대무신왕이 사망할 당시 대무신왕의 아들인 태자 해우(모본왕)가 어렸기 때문에 나라 사람들이 해색주를 왕으로 추대하였다고 기록하고 있다.
하지만 대무신왕의 아들인 해우는 12년전인 32년(대무신왕 15년)에 이미 태자로 책봉된 상태였기 때문에 어떤 이유로 민중왕이 왕위를 계승하였는지는 알 수 없다.
44년(민중왕 1년) 음력 11월에 대사면령을 내렸으며, 45년(민중왕 2년) 음력 3월에는 신하들에게 큰 연회를 베풀었다. 음력 5월에는 나라 동쪽에서 홍수가 나서 백성들이 굶주리자 창고를 열어 진휼했다.
47년(민중왕 4년)에 사냥을 나간 민중왕은 민중원(閔中原)에 이르러 석굴을 발견하고 이곳에 자신을 장사지낼 것을 명하였다. 음력 10월에는 잠우락부(蠶友落部)의 대가(大家)인 대승(戴升) 등 1만여 가(家)가 낙랑으로 가서 한나라에 투항하였다.
48년(민중왕 5년), 왕이 죽자 유언에 따라 석굴에 장사지내고 능묘인 민중원의 지명을 따서 시호를 민중왕(閔中王)이라 하였다.
《삼국사기》에 '왕후와 여러 신하들이 임금의 유언을 어기기 어려워 석굴에 장사 지내고'라는 기록으로 보아 민중왕에게 왕후가 있었음을 알 수 있다. 하지만 왕후를 비롯해 민중왕의 가족과 관련한 자세한 기록은 남아있지 않다.

## 가족 관계
- 아버지 : 유리명왕(瑠璃明王, 기원전 38~기원후 18)
- 어머니 : 미상
  - 왕비 : 미상

## 같이 보기
- 백제
  - 다루왕 (29년~77년)
- 신라
  - 유리 이사금 (24년~57년)
- 가야
  - 김수로왕 (42년?~199년)
- 왜
  - 스이닌 천황 (기원전 29년~70년)
- 후한
  - 한 광무제 (25년~57년)